# Chain Kulii Ki Main Kulii
Chain Kulii Ki Main Kulii – indyjska komedia rodzinna z 2006 roku wyreżyserowana przez debiutanta Kituu Salooja. W roli głównej Rahul Bose. Jest to historia 13-letniego Karana, który z tyranii domu dziecka uwalnia się dzięki grze w krykieta. W spełnieniu marzeń pomaga mu kapitan zespołu Varun Roy (Rahul Bose).

## Fabuła
13-letni chłopiec (Zain Khan) w sierocińcu budzącego śmiech i grozę Johna Kakkara (Rajesh Khera), wyszydzany i poniżany przez prawą rękę Johna rówieśnika Ranhava (Raj Bhansali), marzy o tym, aby w jego życiu pojawiła się kochająca rodzina oraz o by bronić honoru Indii grając w krykieta. Pewnego razu, kolejny raz przeżywszy smutek, że przychodzący po dzieci ich przyszli rodzice wolą niedawno urodzone maleństwa od kanciastych w ruchach wyrostków, Karan wśród podarowanych sierotom zabawek znajduje deskę baseballową sławnego indyjskiego zwycięzcy z 1983 roku Deva Kapila. Wkrótce przynosi mu ona szczęście. Chłopiec jednym celnym rzutem odmienia swoje życie. Spotyka podziwianego od dawna kapitana drużyny narodowej Varuna Roya (Rahul Bose) i bierze udział w meczu Pakistan-Indie.

## Obsada
- Raj Bhansali – Raghav
- Rahul Bose – Varun
- Deeptiman Chadhury	... 	Dabboo
- Kapil Dev	        ... 	Kapil Dev
- Nasser Hussain – Mr. Father
- Zain Khan – Karan
- Rajesh Khera	        ... 	John Kakkad, zwany Hitlerem
- Lalit Parashar	... 	Cricket Selector
- Susheel Parasher	... 	Bholu dada
- Amrindher Sodhi	... 	Sonty
- Meera Vasudevan	... 	Malini

## Muzyka i piosenki
Muzykę do filmu skomponował duet braci Merchant Salim-Suleiman, twórcy muzyki do takich m.in. filmów jak  Dhoom 2, Krrish, 36 China Town, Pyare Mohan, Being Cyrus, Dosti: Friends Forever, Vaah! Life Ho To Aisi, Hum Tum, Salaam Namaste, No Entry, Deszcz, Maine Pyaar Kyun Kiya?, Moksha: Salvation, Matrubhoomi: A Nation Without Women, Vaada, Chak de India.
- Chain Kulii Ki Main Kulii
- Khulla Asmaan
- Sunday
- Ichak Dana
- Hum The Woh Thi – Remix
- Dhoom Dhadaka